# 科科什尼克

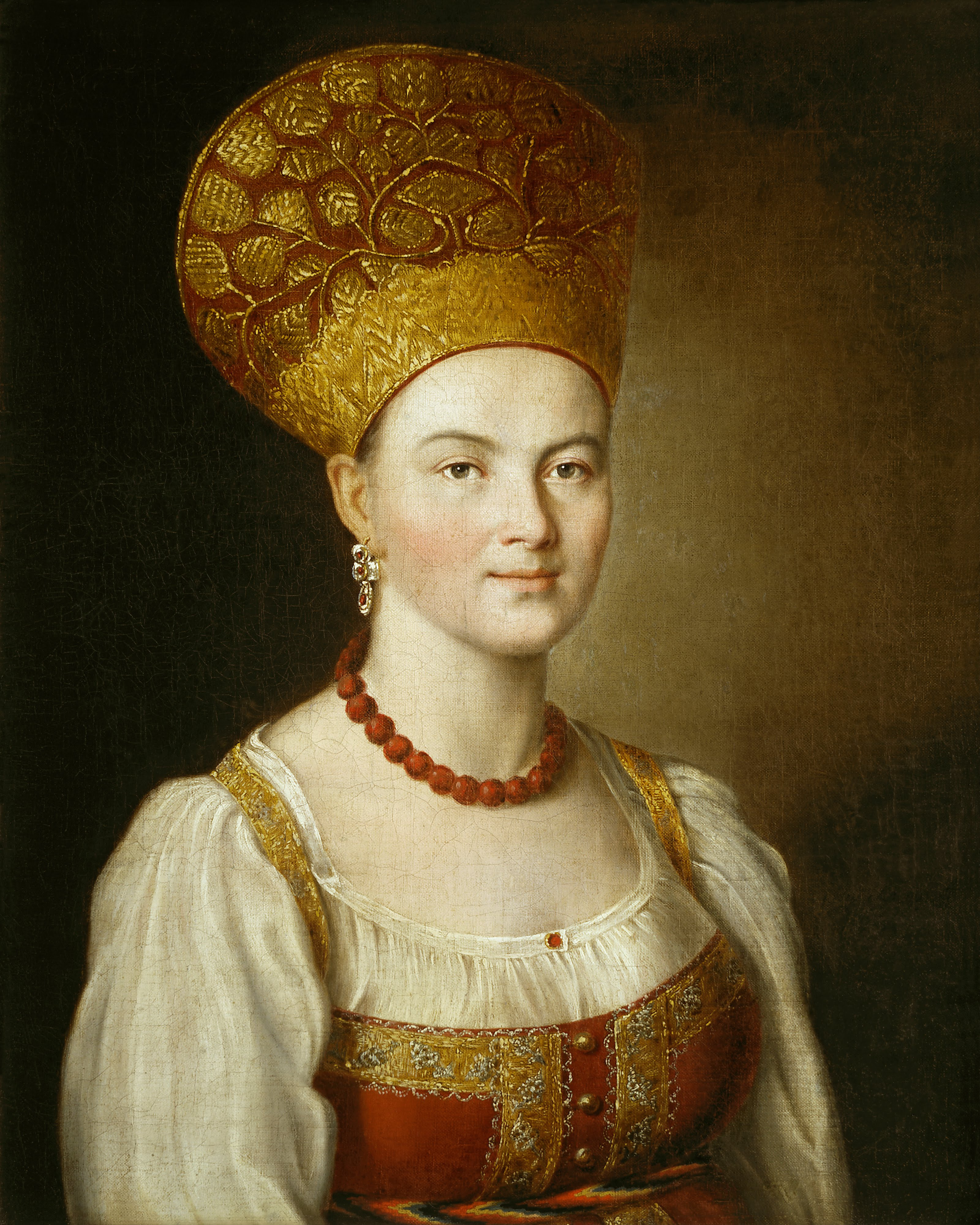
1784年的一幅畫，畫中的一位婦女頭戴科科什尼克

科科什尼克是俄羅斯婦女的傳統頭飾。以前的俄羅斯婦女在穿薩拉凡時會同時頭戴科科什尼克。10世紀起，大諾夫哥羅德的人開始頭戴科科什尼克，後來這一習俗傳到俄羅斯其他地區。相當長的一段時間裡，頭戴科科什尼克的主要是已婚婦女。